# Jennifer Montagu
Jennifer Iris Rachel Montagu (nacida el 20 de marzo de 1931) es una historiadora del arte británica, especializada en el estudio de la escultura barroca italiana. 

## Biografía
Montagu es hija de Ewen Montagu, un juez británico, escritor y oficial de inteligencia naval. Fue educada en Brearley School, Nueva York, Benenden School (Kent) y Lady Margaret Hall (Universidad de Oxford), donde obtuvo un Bachillerato universitario en letras (BA) en Filosofía, Política y Economía (PPE). Luego estudió con Ernst Gombrich en el Warburg Institute de Londres, donde obtuvo su doctorado.

## Carrera
Montagu impartió una serie de conferencias sobre Historia del Arte en la Universidad de Reading entre los años 1958 y 1964, y ha sido curadora asistente (1964–1971) y curadora (1971–1991) de la Colección Fotográfica del Instituto Warburg de Londres. Fue Slade Professor de Bellas Artes y miembro del Jesus College de la Universidad de Cambridge (1980–81). Ha sido así mismo conferencista Andrew W. Mellon en la Galería Nacional de Arte de Washington (en 1991) y profesora invitada en el Collège de France de París (1994), además de fideicomisaria de la Colección Walace (1989–2001) y del Museo Británico (1994–2001). 

## Publicaciones
- Bronzes, Weidenfeld and Nicolson, London, 1963. ISBN 0706400372
- Alessandro Algardi, Yale University Press, 1985. ISBN 0-300-03173-4
- Roman baroque sculpture: the industry of art, Yale University Press, 1989. ISBN 0300043929
- The expression of the passions, Yale University Press, 1994 (originalmente presentada como tesis doctoral por la autora, Warburg Institute, 1959). ISBN 0300058918
- Gold, Silver and Bronze: metal sculpture of the Roman Baroque, Princeton University Press, 1996. ISBN 0691027366

## Honores
Jennifer Montagu ha sido honrada a lo largo de su vida con diversos honores y distinciones, en ellos la de Teniente de la Real Orden Victoriana (LVO) "por servicios a la Colección Real" en 2006 y la de Comendadora de la Orden del Imperio Británico (CBE) "por servicios a la Historia del Arte" en 2012. Igualmente ha sido distinguida como Miembro de la Academia Británica (FBA) y de la Society of Antiquaries of London (FSA). Es miembro honorario de su alma mater, Lady Margaret Hall en Oxford, y del Instituto Warburg. Ha sido honrada en Francia como Dama de la Legión de Honor (la más alta distinción francesa) y Comandante de la Orden de las Artes y las Letras, y en Italia como Oficial de la Orden del Mérito de la República Italiana por su contribución a la comprensión y difusión del conocimiento del arte italiano en el mundo.